# 제임스 하그리브스

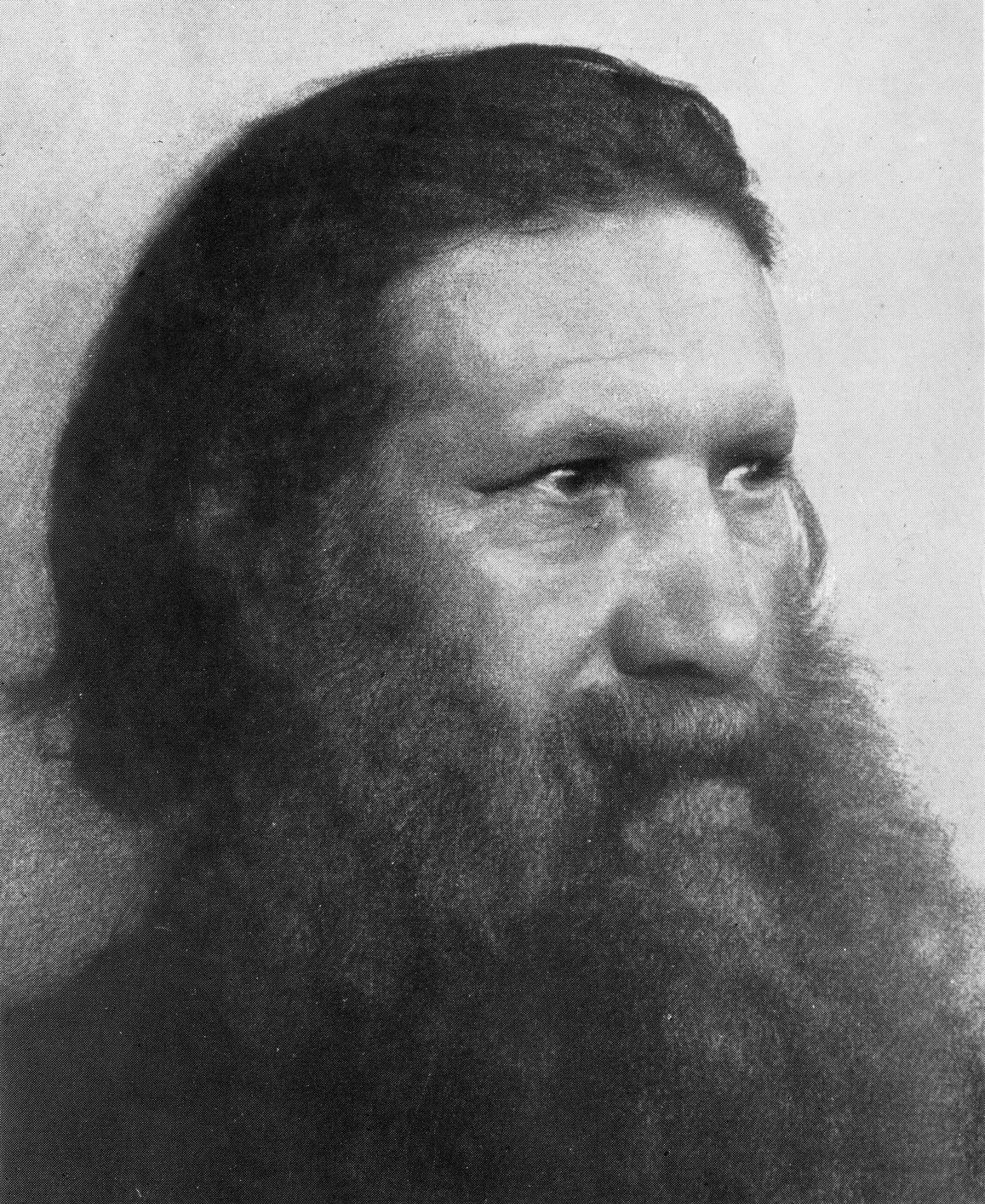

제임스 하그리브스(영어: James Hargreaves, 1720년 ~ 1778년)는 영국의 발명가이다.

## 생애
랭커셔주에서 출생하여 20세 때까지 방적업이 성한 랭커셔 가까이에서 목수 일과 베 짜는 일을 하다가 방적기의 개량을 위해 연구를 한다. 그 무렵, 영국의 방적기는 소를 몰아 움직였으며, 한 대의 기계에 방추(가락)가 하나뿐이었다. 하그리브스는 처음으로 동력을 사용하여 8개의 방추가 달린 기계를 만들었으며, 후에 80본이나 짤 수 있는 기계를 발명하여 '제니 방적기'라 이름지었다. 이 발명으로 영국의 산업 혁명이 촉진되었다.